# Alex Rose
Alexander (Alex) Rose (ur. 17 listopada 1991) – samoański lekkoatleta specjalizujący się w rzucie dyskiem.
Na początku kariery reprezentował Stany Zjednoczone. W 2010 bez awansu do finału startował na mistrzostwach świata juniorów w Moncton. Po zmianie barw narodowych, zajął 6. miejsce podczas uniwersjady w Kazaniu. Pięciokrotnie startował na mistrzostwach świata, w 2022 awansował do finału zajmując w nim 8. miejsce.
Wielokrotny złoty medalista mistrzostw Oceanii oraz igrzysk Pacyfiku (również w pchnięciu kulą i rzucie młotem).
Rekord życiowy w rzucie dyskiem: 71,48 (11 maja 2024, Allendale w stanie Michigan) – były rekord Australii i Oceanii. Rose jest także aktualnym rekordzistą kraju w rzucie młotem (58,66 w 2015).

## Osiągnięcia w rzucie dyskiem
| Rok                              | Impreza                     | Miejsce        | Lokata            | Wynik |
| -------------------------------- | --------------------------- | -------------- | ----------------- | ----- |
| Reprezentacja: Stany Zjednoczone |                             |                |                   |       |
| 2010                             | Mistrzostwa świata juniorów | Moncton        | el. – 22. miejsce | 53,46 |
| Reprezentacja: Samoa             |                             |                |                   |       |
| 2012                             | Mistrzostwa Oceanii         | Cairns         | 1. miejsce        | 56,29 |
| 2013                             | Mistrzostwa Oceanii         | Papeete        | 1. miejsce        | 56,05 |
| 2013                             | Uniwersjada                 | Kazań          | 6. miejsce        | 58,64 |
| 2013                             | Mistrzostwa świata          | Moskwa         | el. – 29. miejsce | 56,19 |
| 2015                             | Mistrzostwa Oceanii         | Cairns         | 1. miejsce        | 60,95 |
| 2015                             | Igrzyska Pacyfiku           | Port Moresby   | 1. miejsce        | 56,40 |
| 2015                             | Mistrzostwa świata          | Pekin          | el. – 25. miejsce | 59,07 |
| 2016                             | Igrzyska olimpijskie        | Rio de Janeiro | el. – 29. miejsce | 57,24 |
| 2017                             | Mistrzostwa świata          | Londyn         | el. – 19. miejsce | 61,62 |
| 2018                             | Igrzyska Wspólnoty Narodów  | Gold Coast     | 8. miejsce        | 59,56 |
| 2019                             | Mistrzostwa świata          | Doha           | el. – 21. miejsce | 61,80 |
| 2021                             | Igrzyska olimpijskie        | Tokio          | el. – 18. miejsce | 61,72 |
| 2022                             | Mistrzostwa świata          | Eugene         | 8. miejsce        | 65,57 |
| 2022                             | Igrzyska Wspólnoty Narodów  | Birmingham     | 4. miejsce        | 64,56 |
| 2023                             | Mistrzostwa świata          | Budapeszt      | 12. miejsce       | 61,69 |
| 2024                             | Igrzyska olimpijskie        | Paryż          | 12. miejsce       | 61,89 |